# Lengua general quechua

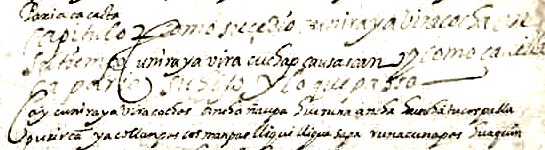
Manuscrito de Huarochirí: documento en quechua clásico. Cuniraya Viracuchap causascan (vida de Cuniraya Viracucha): sólo una s y una k (c/qu). En el quechua clásico de la Doctrina Christiana sería cauçascan: una sola k, pero ç vs. s. En el kichwa de Ecuador sería kawsashka (sin sufijo posesivo -n): una sola k, pero s vs. sh. En quechua cuzqueño moderno y quechua ayacuchano sería kawsasqan: k vs. q, pero una sola s. En quechua central sería kawsashqan: k vs. q, s vs. sh (en algunos lugares kawashqan con s muda).

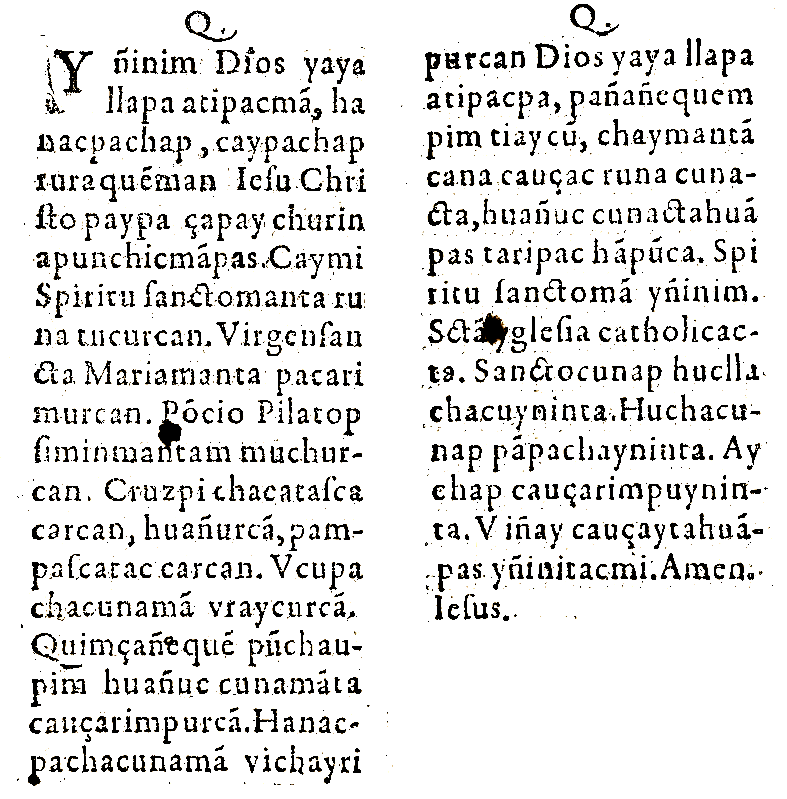
Símbolo de los apóstoles (Yñinim) en la Doctrina Christiana Lima 1584, en quechua clásico: genitivo en -p (caypachap, Pilatop), acusativo en -cta (runacunacta), "nuestro (incl.)" en -nchic (apunchicmãpas), -m (no -n: yñinim), ç (çapay) vs. s (chacatasca), sólo una c/qu (sólo k, no k vs. q: carcan, quimçañequẽ), no hay eyectivas (pampascatac, pũchaupim, no pp-), no hay aspiradas (ucupachacunamã, no -cj-). No se usa el presente progresivo en este texto, pero en el Credo Niceno de 1631 sí hay la forma progresiva tiachcan.

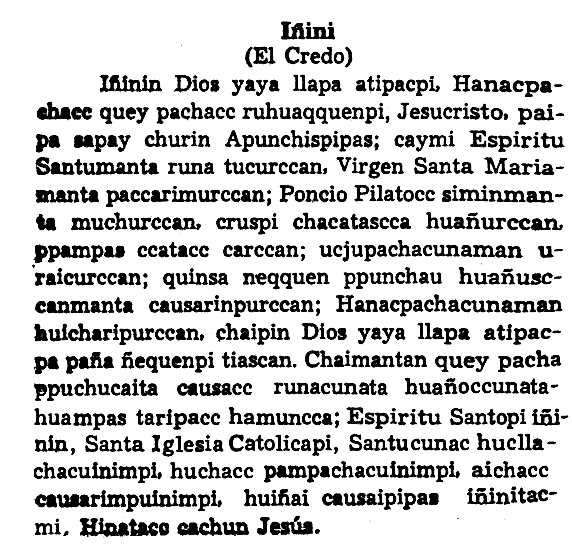
Símbolo de los apóstoles (Iñini) en el Manual de catecismo quechua 1940, en quechua cuzqueño moderno: genitivo en -cc (quey pachacc, Pilatocc), acusativo en -ta (runacunata), "nuestro (incl.)" en -nchis (Apunchispipas), -n (no -m: iñinin), no hay ç (s mismo en sapay y chacatascca), c/qu vs. cc/qqu (k vs. q: carccan, quinsa ñeqquen), hay eyectivas (ppampasccatacc, ppunchau [hoy p'unchay], no p-), hay aspiradas (ucjupachacunaman, no -c-), tiascan en lugar de tiachcan (hoy tiyashan)

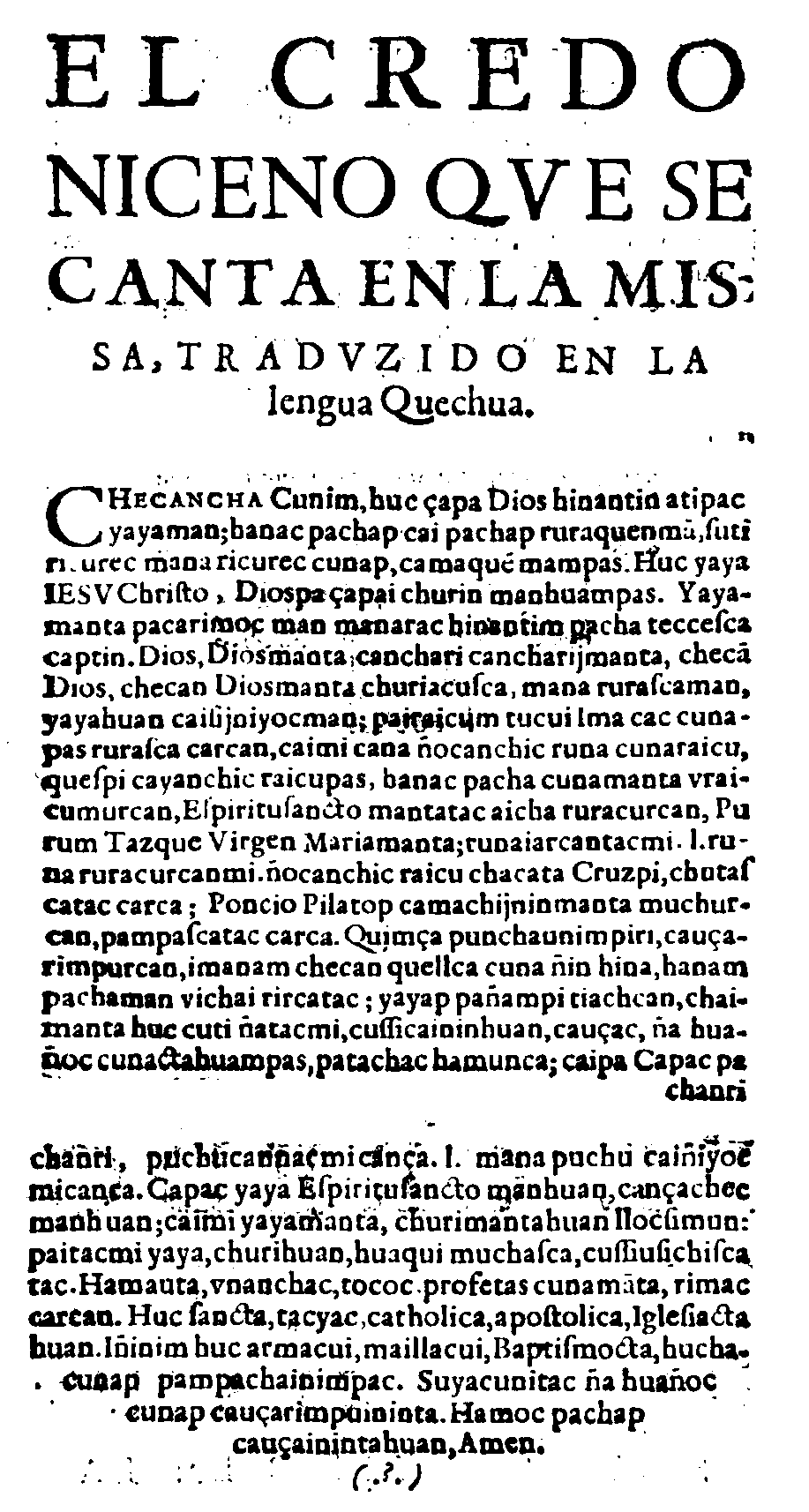
Credo Niceno en el Ritual Formulario de Juan Pérez Bocanegra, 1631. Aparte de un cambio en la ortografía (ai, ui an lugar de ay, uy: cai, tucui) tiene las mismas características como el quechua de la Doctrina Christiana de 1584. En este texto, hay también la forma progresiva tiachcan, hoy conservada en el quechua ayacuchano como tiyachkan, mientras que en el quechua cuzqueño moderno se dice tiyashan.

El quechua clásico o  quechua lengua general fue una variedad, hoy extinta, de la familia lingüística quechua usada como lengua vehicular en buena parte de los Andes centrales por lo menos entre los siglos XV y XVII. Es probable que haya sido la lengua de la burocracia y del comercio del Estado inca[cita requerida]; fue, sin duda, la principal variedad lingüística adoptada para la evangelización en el siglo XVI en los Andes; y es la fuente de la mayor parte de los quechuismos tempranos en el idioma español.
El nombre empleado por la base de datos de lenguas del Instituto Lingüístico de Verano para designar esta variedad es quechua clásico;[cita requerida] mientras que los quechuistas contemporáneos suelen utilizar el término lengua general o lengua general del inga. Estas denominaciones son modernas, puesto que en la época "lengua general del inga" o "lengua general del Cuzco" parece haber referido indistintamente a cualquier variedad quechua y que en la misma región, también el aimara y el  puquina (y quizás el mochica) fueron consideradas en algún momento como "lenguas generales" por la administración colonial.

## Corpus documental
Los incas no conocieron la escritura alfabética; existen documentos escritos en quechua, fehacientemente  desde los inicios del periodo colonial. Los primeros textos impresos en quechua son los anexos de la primera gramática y el primer diccionario quechuas, del fraile dominico Domingo de Santo Tomás, impresos en Valladolid en 1560. Desde entonces, se siguió y adaptó la ortografía española de la época para escribir esta lengua. Uno de los principales componentes del corpus en quechua lengua general lo constituirían, de ese modo, los primeros textos doctrinales y descriptivos en quechua. Gérald Taylor y César Itier han propuesto que, a pesar de sus diferencias internas, las gramáticas y diccionarios del siglo XVI (especialmente la de Santo Tomás y la del Tercer Concilio Limense) son todas expresiones de esta variedad koiné o estándar utilizada para la evangelización. Por su parte, Rodolfo Cerrón-Palomino ha resaltado tales diferencias, asegurando que los textos del Tercer Concilio, incluyendo el Arte y vocabulario de la lengua general del Perú (Lima, 1586), suponen una sustitución del modelo lingüístico de referencia de uno costeño-norteño a uno cuzqueño.
Existe un consenso en que el principal documento escrito en quechua lengua general es el Manuscrito quechua de Huarochirí, aunque existen también debates sobre la naturaleza dialectal del quechua utilizado en ese documento: mientras Willem Adelaar lo atribuye a una variedad IIB más emparentada con el quichua ecuatoriano, Taylor lo emparenta sobre todo con el ramal del quechua sureño y, especialmente, con el moderno quechua ayacuchano. Al manuscrito, se unen documentos que corresponderían al quechua escrito de situaciones formales, como cartas y algunos pasajes de expedientes judiciales.
Finalmente, existe una discrepancia en si el quechua clásico colonial fue hablado como lengua materna por algún grupo étnico, como han sostenido Taylor e Itier, o si más bien estaba restringido a contextos escritos o doctrinarios y era relativamente "artificial", como ha sostenido Alan Durston.

## Características lingüísticas
Las diferencias más importantes con los dialectos del moderno quechua sureño son:
- Oposición fonémica entre /s/ y /š/←*/ʂ/, en la época graficadas como <c-/ç-, -z> y <s, ss> respectivamente (sólo el quechua sureño ha perdido ésta distinción).
- El sufijo acusativo tenía la forma de -kta <-cta>. Sólo el quechua huanca conserva esta forma, mientras que en las demás variantes ha pasado a -ta. Por ejemplo, lo que en el contemporáneo sureño se dice allquta '[al] perro', en el clásico es allqukta <allccocta>. Nótese que el sufijo -kta sólo aparece después de un sonido vocálico: 'a mi perro' es allquyta <allccoyta>.

- Ausencia de alófonos para las plosivas al final de sílaba. La fricativización de las plosivas en posición de coda típica del quechua cuzqueño aún no había tenido lugar.
- No existen referencias de algún pasado narrativo en base al sufijo verbal -šqa- <scca> (modernamente, -sqa).

### Fonología
Como la ortografía del quechua clásico estaba basado en el idioma castellano de aquella época muchos fonemas no eran transcritos o simplemente eran ambiguos, por lo tanto los fonemas se pueden inferir.
|             | Bilabial | Bilabial | Alveolar  | Alveolar | Postalveolar | Postalveolar | Retrofleja | Retrofleja | Palatal | Palatal | Velar    | Velar  | Uvular     | Uvular | Glotal | Glotal |
| ----------- | -------- | -------- | --------- | -------- | ------------ | ------------ | ---------- | ---------- | ------- | ------- | -------- | ------ | ---------- | ------ | ------ | ------ |
| Nasal       |          | m        |           | n        |              |              |            |            |         | ɲ (ñ)   |          |        |            |        |        |        |
| Oclusiva    | p        |          | t         |          |              |              |            |            |         |         | k (c/qu) |        | q (cc/qqu) |        |        |        |
| Africada    |          |          |           |          | t͡ʃ (ch)      |              | ʈ͡ʂ (ch)    | *          |         |         |          |        |            |        |        |        |
| Fricativa   |          |          | s (z/ç/c) |          |              |              | ʂ (s/ss)   |            |         |         |          |        |            |        | h      |        |
| Aproximante |          |          |           |          |              |              |            |            |         | j (y)   |          | w (hu) |            |        |        |        |
| Lateral     |          |          |           |          |              |              |            |            |         | ʎ (ll)  |          |        |            |        |        |        |
| Vibrante    |          |          |           | ɾ (r)    |              |              |            |            |         |         |          |        |            |        |        |        |

- Se infiere la existencia de este fonema, debido a otras variantes parecidas que lo poseen.